# Греку, Андреа
Андреа Греку (рум. Andreea Grecu; род. 10 января 1994, Бухарест) — румынская бобслеистка, бронзовый призёр чемпионата мира 2017 года, трёхкратный серебряный призёр чемпионатов Европы, участница трёх Олимпийских игр (2014, 2018 и 2022 годов).

## Спортивная карьера
Греку участвовала в зимних Олимпийских играх 2014 года в Сочи. Выступала в двойках в паре с Марией Константину и заняли 17-е итоговое место.
Дебютировала в Кубке мира в качестве пилота в 2016 году.
На чемпионате мира 2017 года Андреа Греку в составе смешанной команды Румынии стала бронзовым призёром.
На олимпийских играх 2018 года в Пхёнчхане Андреа Греку вместе с пилотом Марией Константин стали 15-ми в итоговой таблице.
В 2022 году в третий раз в карьере Греку приняла участие в зимних Олимпийских играх. В качестве разгоняющей впаре с Катариной Вик заняла итоговое 18-е место. В монобобе, который дебютировал на Олимпийских играх, румынка стала12-й по итогам четырёх спусков.
В 2023 году на Чемпионате Европы в монобобе Греку стала обладателем серебряной медали, в 2024 году она повторила этот успех уже на трассе в Сигулде.

## Результаты

### Олимпийские игры
| Олимпийские игры | Двойки | Монобоб |
| ---------------- | ------ | ------- |
| 2014 Сочи        | 17     | —       |
| 2018 Пхёнчхан    | 15     | —       |
| 2022 Пекин       | 18     | 12      |